# 大澤信亮
大澤 信亮（おおさわ のぶあき、1976年5月17日 - ）は、日本の文芸評論家。日本映画大学教授。

## 経歴
- 東京都生まれ。
- 高校卒業後、ビル清掃のアルバイトをしたのち早稲田大学入学。
- 早稲田大学人間科学部卒業。慶應義塾大学大学院政策・メディア研究科修了[2]。大学院では福田和也ゼミで近代思想史を専攻。修士論文題目は「日本資本主義論争における天皇制国家論」。
- 2003年4月1日に刊行された『重力02』に小説「コンプレックス・パーソンズ」を発表。
- 2006年4月、映画専門大学院大学助手に就任。
- 2007年、「宮澤賢治の暴力」で第39回新潮新人賞評論部門受賞。同年、有限責任事業組合フリーターズフリーの組合員として『フリーターズフリー』1号を編集・発行（発売元は人文書院）。なお、他の組合員は生田武志、栗田隆子、杉田俊介[3]。
- 『新潮』2008年11月号に「柄谷行人論」を掲載。
- 2010年4月、雑誌『ロスジェネ』第4号（最終号）にて杉田俊介と長編対談。
- 2010年10月、初の単著『神的批評』を新潮社から刊行。第24回三島由紀夫賞候補。
- 『文學界』2011年3月号に「復活の批評」を寄稿。
- 2011年、第4回（池田晶子記念）わたくし、つまりNobody賞受賞。副賞の100万円全額を東北への義援金として日本赤十字社に寄付した。同年、日本映画大学准教授となる。
- 2012年3月、組合員として参加していた有限責任事業組合フリーターズフリー（上記）が解散[4]。
- 『新潮』2013年7月号より「小林秀雄」の連載を開始。
- 『すばる』2016年2月号に浜崎洋介との対談「生きることの批評 in 箱根」掲載。『すばる』に掲載された漢字三字のタイトルをもつ批評シリーズとして、「私批評」(2015年2月号)、「温泉想」(2016年7月号)、「霊山巡」(2017年9月号)がある。
- 2017年より新潮新人賞、すばるクリティーク賞の選考委員。

## 著書
- 『神的批評』2010年、新潮社（「宮澤賢治の暴力」「柄谷行人論」「私小説的労働と協働」「批評と殺生」収録）
- 『新世紀神曲』2013年、新潮社（「復活の批評」「出日本記」「新世紀神曲」収録）

### 共著
- 『「ジャパニメーション」はなぜ敗れるか』（大塚英志との共著、2005年、角川oneテーマ21）